# Jacek Rutkowski (lekkoatleta)
Jacek Rutkowski (ur. 31 sierpnia 1960 w Warszawie) – polski lekkoatleta specjalizujący się w krótkich biegach płotkarskich.

## Sukcesy sportowe
W 1978 uczestniczył w rozegranych w Bukareszcie "Zawodach Przyjaźni" (z udziałem juniorów do 18 lat), zajmując I miejsce w biegu na 110 metrów przez płotki. W tym samym roku zdobył w Poznaniu dwa medale mistrzostw Polski juniorów: złoty w biegu na 110 metrów przez płotki oraz brązowy w biegu sztafetowym 4 × 100 metrów, w barwach klubu AZS Warszawa. W 1982 r. reprezentował Polskę na rozegranych w Atenach mistrzostwach Europy, odpadając w półfinale.
Wielokrotnie startował w zawodach z cyklu mistrzostw Polski. Zdobył trzy medale w biegu na 110 metrów przez płotki: dwa srebrne (Bydgoszcz 1983, Lublin 1984) oraz brązowy (Poznań 1987). Dwukrotnie stawał na podium halowych mistrzostw Polski, zdobywając złoty (Zabrze 1981) oraz brązowy (Zabrze 1984), oba w biegu na 60 metrów przez płotki.

## Rekordy życiowe
- bieg na 110 metrów przez płotki – 13,60 s. (6 września 1983, Warszawa) – 15. wynik w historii polskiej lekkoatletyki[3] oraz 13,59 s. (17 czerwca 1983, Lublin). Podczas tego biegu wiał sprzyjający płotkarzom wiatr o prędkości +4,0 m/s (aby wynik mógł być uznany za oficjalny wiatr nie może przekraczać +2,0 m/s).